# Hemistola fui
Hemistola fui (傅氏無繮青尺蛾?)  "polilla verde de Fu", es una especie de polillas de reciente descubrimiento, perteneciente a la familia Geometridae. Fue descrita por primera vez por en 2013, con distribución en la isla de Taiwán. El holotipo de la especie, un espécimen macho, fue descrito en el sector Xiaofengkou de los montes Hehuan a aproximadamente 3000 metros (9842,5 pies) sobre el nivel del mar. Tiene gran similitud con otra especie de la región, H. piceacola con el cual comparte un rango superpuesto en su distribución.

## Descripción
Es una polilla pequeña, con una envergadura de 24 milímetros (0,9 plg) en la hembra y 21 mm en el macho. La cabeza, el tórax, el abdomen y las alas son de color verde azulado. Las alas anteriores son triangulares, con un borde anterior de color marrón. Los vellos del ala de esta especie son aguamarina en vez de amarillentos como ocurre en Hemistola monotona.